# Diablo Cody
Brook Busey-Hunt, dite Diablo Cody, est une écrivaine, scénariste et blogueuse américaine, née le 14 juin 1978 à Lemont, dans l'Illinois.
Elle est la scénariste de la comédie horrifique à succès Jennifer's Body ainsi que du film Juno avec laquelle elle a décroché de nombreuses récompenses dont le BAFTA et surtout l’Oscar du meilleur scénario original aux Oscars 2008. Outre Juno, elle a écrit deux autres longs métrages de Jason Reitman : Young Adult et Tully.

## Biographie

### Jeunesse
Née à Lemont, en banlieue de Chicago, Diablo Cody a fait ses études supérieures à l'université de l’Iowa, où elle est diplômée en gestion des médias. À côté de ses études, Cody a été DJ sur la radio KRUI 89.7 FM.
À ses débuts, elle commença par faire du secrétariat dans un bureau d'avocats à Chicago. Plus tard, elle devint correctrice pour des publicités jouées sur des stations radios dans la région des Twin Cities (Minneapolis-Saint-Paul).
Après cela, elle quitte Minneapolis pour retourner à Chicago afin d'y rejoindre Jon (Jonny) Hunt, un musicien qu'elle a rencontré sur le net. Ils se sont mariés en octobre 2004.
Le 5 décembre 2007, Cody annonce sur son blog Pussy Ranch qu'elle divorce de Hunt.
Durant ces années, Cody a aussi pratiqué le striptease dans un club privé de Minneapolis, le Skyway Lounge.
Appréciant ces expériences, il lui arrivait parfois de quitter son travail de jour pour aller assouvir sa nouvelle passion du striptease.
Elle s'est aussi exhibée dans des peep shows au Sex World, un sex-shop de Minneapolis.
Pendant une courte période, elle travailla pour un numéro rose ; cependant elle revint assez vite vers l'effeuillage traditionnel.

### Débuts dans l'écriture
Alors qu'elle pratiquait encore le striptease, Cody commença à travailler pour City Pages, un hebdomadaire alternatif de la région des Twin Cities. Elle quitte l'hebdomadaire juste avant un remaniement de ligne éditoriale.
En décembre 2007, elle entame une coopération avec le magazine Entertainment Weekly, rejoignant ainsi des contributeurs réguliers tels que Dalton Ross ou Stephen King.
En 2002, elle écrit un livre sur son expérience de strip-teaseuse, Candy Girl : A Year in The Life of an Unlikely Stripper. Son livre et son blog attirent le regard de Mason Novick, un manager qui décide de la prendre sous son aile. Il lui trouve ainsi une maison d'édition pour son livre, qui obtient un succès critique.

### Scénariste à succès

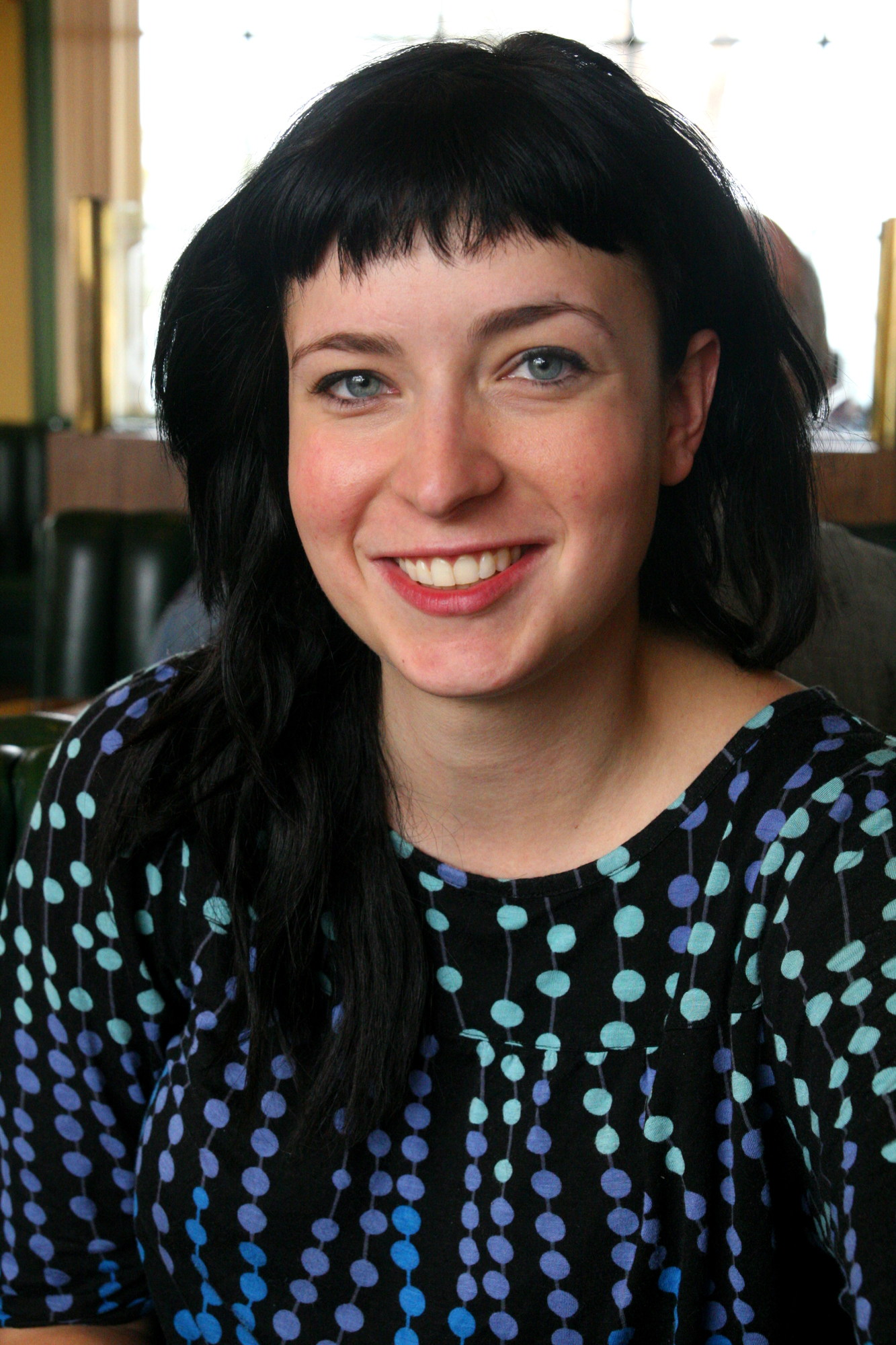
Diablo Cody en 2008

Après la sortie de son livre, Cody est encouragée par Novick à écrire son premier scénario.
En quelques mois, elle écrit Juno, une histoire autour d'une jeune lycéenne de 16 ans qui tombe enceinte par accident.
Sorti en 2007, le film remporte un grand succès à travers le monde, porté par le scénario atypique de Cody (qui lui vaut l’Oscar du meilleur scénario original) et la performance de son acteur principal, le jeune canadien Elliot Page (qui décroche sa première nomination à l’Oscar de la meilleure actrice).
L'année 2009 lui permet de confirmer son succès critique.
Sa seconde collaboration avec Jason Reitman sort sur les écrans : Jennifer's Body une comédie horrifique réalisée cette fois par Karyn Kusama, et produit par Reitman, mais toujours sur un scénario de Cody. Les critiques sont cette fois très mitigées.
Elle apparaît quelques mois plus tôt dans un épisode de 90210 Beverly Hills : Nouvelle Génération (Okaeri, Donna !) où elle interprète son propre rôle.
Mais surtout, la même année, elle est la créatrice et productrice exécutive d'une série télévisée menée par Toni Collette, United States of Tara, sur les difficultés d'une mère atteinte de troubles de la personnalité multiple. Collette décroche l'Emmy Award de la meilleure actrice dans une comédie dès la saison 1, et un Golden Globe dès la saison 2. Cody signe les scénarios de neuf épisodes de cette comédie dramatique, qui s'arrête cependant en 2011, au bout de trois saisons.
Elle est alors déjà créditée à un autre projet : sa troisième collaboration avec Reitman, qui cette fois met en scène son scénario, celui de la comédie dramatique Young Adult. Le film est un succès critique, mais convainc moins commercialement. Elle dit s'être beaucoup inspirée de sa propre expérience d'écrivain pour décrire l'état d'isolement du personnage principal, incarné par Charlize Theron. Le scénario décroche quelques prix, tandis que Theron reçoit une nomination au Golden Globe de la meilleure actrice.
En 2013, sort le premier film de Cody en tant que scénariste et réalisatrice, avec cette fois la jeune Julianne Hough, dans le rôle principal. Intitulé Paradise, du nom de l'endroit où les touristes passent le plus de temps une fois à Las Vegas, le film est un échec critique et commercial. Parallèlement, elle participe aux réécritures de quelques films.
En 2015, elle se contente du siège de scénariste pour la comédie dramatique Ricki and the Flash, tandis que Jonathan Demme occupe le poste de metteur en scène. Meryl Streep en est la tête d'affiche, dans le rôle d'une ex-rock star reprenant contact avec sa fille, qu'elle a délaissé en faveur de sa carrière.
En 2018, elle retrouve le réalisateur Jason Reitman et la star Charlize Theron pour le drame indépendant Tully.

## Filmographie
- 2007 : Juno de Jason Reitman
- 2009 : United States of Tara (série télévisée)
- 2009 : 90210 (série télévisée)
- 2009 : Jennifer's Body de Karyn Kusama
- 2012 : Young Adult de Jason Reitman
- 2013 : Evil Dead de Fede Alvarez (coscénariste)
- 2013 : Paradise, d'elle-même
- 2015 : Ricki and the Flash de Jonathan Demme
- 2018 : Tully de Jason Reitman
- 2024 : Lisa Frankenstein de Zelda Williams

## Distinctions
- Satellite Awards 2007 : meilleur scénario original
- BAFA 2008 : meilleur scénario
- Critics' Choice Movie Awards 2008 : meilleur scénario original
- Oscars 2008 : meilleur scénario original
- Writers Guild of America Award 2008 : meilleur scénario original